# Gianfelice Facchetti

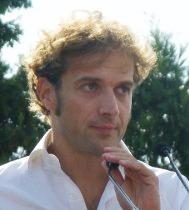
Gianfelice Facchetti

Gianfelice Facchetti (Milano, 28 agosto 1974) è un attore, scrittore e regista teatrale italiano.
È figlio di Giacinto Facchetti.

## Biografia
Mentre consegue la laurea in scienze dell'educazione, si forma presso la scuola di teatro di Quelli di Grock che frequenta per tre anni e con la quale debutta nello spettacolo Moby.
Dal 2000 collabora con diverse realtà teatrali e educative quali, per esempio, la casa circondariale di Monza e l'Istituto dei Ciechi di Milano (dove ha dato il via per primo in Italia all'esperienza del Teatro al buio, ovvero rappresentazioni di spettacoli teatrali recitati in totale oscurità).
La sua prima scrittura teatrale, Bundesliga '44 (2005), ispirata a un episodio de I sommersi e i salvati di Primo Levi, è stata finalista al Premio Ustica per il Teatro Civile 2005 e segnalata al Premio Bancarella Sport. Il secondo progetto è stato Nel numero dei + (2007), al quale hanno fatto seguito, Icaro & Dedalo s.r.l. che ha debuttato nel 2008 prodotto dal Teatro CRT di Milano, e Aumma nel (2011). La sua carriera di attore cinematografico ha visto la partecipazione sia a fiction televisive come Il grande Torino, Il Pirata - Marco Pantani, I colori della gioventù e Anita Garibaldi, che a film per il cinema come L'aria del lago.
Dal 2008 collabora con il Corriere della Sera. Nel 2009 collabora con la trasmissione Le Iene. Nel 2012 ha vinto il "Premio Bancarella Sport" con il libro Se no che gente saremmo edito da Longanesi. Dal settembre 2012 collabora con SportWeek e la Gazzetta dello Sport. 
Nell'aprile 2013 debutta in Com'è bella la città di Alessandra Scotti al Piccolo Teatro di Milano, spettacolo prodotto dalla Fondazione Gaber. Lo spettacolo viene ripreso nell'autunno dello stesso anno a Dialogo nel buio, presso l'Istituto dei ciechi di Milano.
Dal 2014 fa parte del Comitato Etico della Lega di serie B. Nell'aprile 2015 allo Spazio Tertulliano di Milano debutta con il testo e la regia di Mi voleva la Juve, spettacolo scritto e diretto per Giuseppe Scordio. Con il patrocinio di Associazione Antigone e Amnesty International Italia, nel 2016 scrive e dirige lo spettacolo La Confessione di Agostino, per parlare del tema dell' "ergastolo bianco" nelle carceri italiane.
Nello stesso anno, riceve il premio "Louis Braille" dall'Unione italiana dei ciechi e degli ipovedenti per il "Teatro al Buio"; porta in scena in totale oscurità a Dialogo nel buio, Viaggio agli inferni del secolo di Dino Buzzati. 
Nel 2017 debutta con lo spettacolo, Eravamo quasi in cielo, scritto insieme a Marco Ciriello, un racconto sul campionato di calcio 1943-44 vinto dai Vigili del Fuoco della Spezia. Dal 20 agosto 2017 è ospite fisso a La Domenica Sportiva con brevi racconti sul calcio nella rubrica Facchetti Football Club. Nel marzo 2018 per la casa editrice SKIRA esce il libro Noi siamo siamo fratelli del mondo - Inter 110 di cui scrive i testi.
Dal mese di marzo 2019 inizia a collaborare con il Memoriale della Shoah in merito alla mostra dedicata ad Árpád Weisz, portando in scena un monologo sulle contaminazioni tra calcio, potere e discriminazione razziale. Dal mese di ottobre 2019 collabora con Rai 3 a Buongiorno regione dove tiene la rubrica L'angolo di Facchetti. 
Il 14 gennaio 2020 debutta a Milano con La tribù del calcio, adattamento teatrale da lui stesso curato dal saggio omonimo di Desmond Morris. Negli stessi giorni su Repubblica.it va online il suo primo podcast intitolato, La stella di cartone sullo scudetto del Casale realizzato insieme a Giovanni Cerino Badone, Marco Boarino e Gipo Gurrado. Nel mese di agosto 2020 realizza i contenuti audio per accompagnare i visitatori del Museo garibaldino di Caprera. Nel settembre 2020 a Venezia con una performance inaugura la Biennale del Colore edizione zero, presso la Fornace Orsoni 1888.
Nel mese di aprile 2021 per Edizioni Piemme pubblica il libro C'era una volta a San Siro - Vita, calci e miracoli con la prefazione di Luciano Ligabue.
Nel mese di maggio 2021 al Teatro Oscar di Milano debutta lo spettacolo Puskas, chi? scritto e diretto per l'attore Fabio Zulli. Nel mese di giugno 2021, viene lanciato su tutte le piattaforme streaming il podcast Tratto da una storia vera realizzato insieme al Progetto Giovani della Fondazione IRCCS Istituto nazionale dei tumori, progetto di cui cura scrittura e realizzazione.
Dal 2022 scrive su Leggo e cura lo spazio Storie mondiali a Il circolo dei Mondiali su Rai 1 in occasione dei Mondiali di calcio in Qatar. Dal 2023 collabora con il settimanale Oggi. 
Nel mese di ottobre dello stesso anno porta in scena a Dialogo nel buio lo spettacolo Giulietta e Romeo incontrano Guccini. A novembre inizia la collaborazione con Rai Italia attraverso il programma Paparazzi in cui tiene una rubrica che racconta la memoria di Giuseppe Garibaldi attraverso i monumenti a lui dedicati in giro per il mondo. Il 2 aprile 2024 per Edizioni Piemme pubblica il libro Capitani. Realizza poi lo speciale per Sky Inter tra le stelle con interviste a 20 star interiste per la vittoria del ventesimo scudetto.
In occasione dei 75 anni trascorsi dalla tragedia di Superga, per RaiPlay Sound realizza insieme a Gipo Gurrado il podcast a puntate, Il Grande Torino - Una cartolina da un Paese diverso. A giugno 2024, dà voce alla serie tv SOGNANDO PARIGI 2024: 7 ATLETI UN SOLO TRAGUARDO, serie prodotta da Allianz e trasmessa sulle reti Rai. Nel mese di ottobre 2024, debutta al Teatro della Cooperativa con lo spettacolo IL GRANDE TORINO - Una cartolina da un Paese diverso, scritto insieme al giornalista Marco Bonetto.
Nel mese di febbraio 2025, vince il Premio Sandro Ciotti per la Letteratura Sportiva, indetto dal Panathlon di Milano, con il libro CAPITANI edito da Piemme.

## Spettacoli teatrali
- Bundesliga '44 (2005)
- Nel numero dei + (2007)
- Icaro e Dedalo s.r.l. (2008)

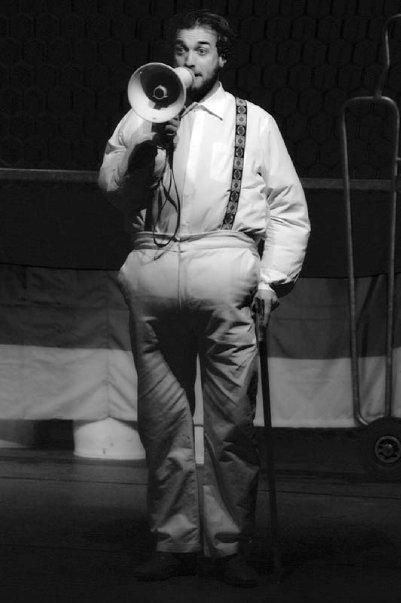
Bundesliga 44

- Se Betlemme avesse lu mare (2009 e 2013)
- Aumma (2011)
- Ultima spiaggia (2012)
- C'era una volta un re (2014)
- Mi voleva la Juve (2015)
- La confessione di Agostino (2016)
- Eravamo quasi in cielo (2017)
- Arpad Weisz - Se il razzismo entra in campo (2018)
- La tribù del calcio (2020)
- Puskas, chi? (2021)
- Giulietta e Romeo incontrano Guccini (2024)
- Il Grande Torino - Una cartolina da un Paese diverso (2024)

## Filmografia
- Il Grande Torino, regia di Claudio Bonivento - miniserie TV (2005)
- I colori della gioventù, regia di Gianluigi Calderone - film TV (2006)
- Il Pirata - Marco Pantani, regia di Claudio Bonivento - film TV (2007)
- L'aria del lago, regia di Alberto Rondalli (2007)
- Il tredicesimo uomo (13° uomo), regia di Ettore Pasculli (2008)[15]
- Anita Garibaldi, regia di Claudio Bonivento - miniserie TV (2012)

## Libri
- Bundesliga '44, Sedizioni, 2005, ISBN 978-88-89484-09-8.
- Nel numero dei +, Sedizioni, 2008, ISBN 978-88-89484-20-3.
- Icaro e Dedalo s.r.l., Sedizioni, 2008, ISBN 978-88-89484-31-9.
- Se no che gente saremmo, Longanesi, 2011, ISBN 978-88-304-3196-6.
- Javier Zanetti e Nicolas Ballario (a cura di), Noi siamo fratelli del mondo. Inter 110, Skira, 2018, ISBN 978-88-572-3803-6.
- C'era una volta a San Siro, Edizioni Piemme, 2021, ISBN 978-88-566-79748
- Capitani, Edizioni Piemme, 2024, ISBN 9788856693911